# Siêu thực phẩm
Siêu thực phẩm (tiếng Anh: Superfood) là một thuật ngữ để tiếp thị thực phẩm cho các sản phẩm/thực phẩm được giả định có tác dụng đặc biệt tốt cho sức khỏe nhờ hàm lượng dinh dưỡng đặc biệt để có các lợi ích sức khỏe được cho là vượt trội hơn các thực phẩm cùng loại. Thuật ngữ này không được các chuyên gia y tế hay chuyên gia dinh dưỡng hay nhà khoa học dinh dưỡng sử dụng rộng rãi, nhiều tranh luận cho rằng liệu có thể có các loại thực phẩm cụ thể có lợi ích sức khỏe như những lời quảng cáo của những người cổ xúy các sản phẩm này hay không. Từ năm 2007, Liên minh châu Âu đã cấm việc tiếp thị các sản phẩm có mác "siêu thực phẩm" trừ khi những sản phẩm và công dụng này được các nghiên cứu khoa học đáng tin cậy xác nhận.

## Cách sử dụng
Thuật ngữ này không có định nghĩa chính thức bởi các cơ quan quản lý tại các thị trường tiêu dùng lớn, chẳng hạn như Cục Quản lý Thực phẩm và Dược phẩm Hoa Kỳ và Bộ Nông nghiệp hoặc Cơ quan An toàn Thực phẩm Châu Âu. Tên gọi này dường như được sử dụng lần đầu tiên trên một tờ báo của Canada vào năm 1949 khi đề cập đến chất lượng dinh dưỡng được cho là của bánh nướng xốp.:68 Vào cuối thế kỷ 20 và đầu thế kỷ 21, thuật ngữ "siêu thực phẩm" đã được sử dụng như một công cụ tiếp thị để bán các loại thực phẩm cụ thể, thực phẩm bổ sung, thực phẩm có phụ gia thực phẩm được chọn và sách tự học về chế độ ăn tạm thời, hứa hẹn tăng cường sức khỏe. Các sản phẩm "siêu thực phẩm" được bán với giá cả cao hơn so với các loại thực phẩm tương tự không được bán trên thị trường.:71-71 Các lợi ích và tác dụng sức khỏe có mục đích của thực phẩm được mô tả là siêu thực phẩm không được hỗ trợ và gây tranh cãi bởi các nghiên cứu khoa học.
Tính đến  năm 2007, việc quảng cáo các sản phẩm dưới tên siêu thực phẩm đã bị cấm ở Liên minh châu Âu trừ khi kèm theo yêu cầu sức khỏe được ủy quyền cụ thể được hỗ trợ bằng những nghiên cứu khoa học đáng tin cậy. Phán quyết này được xem như hướng dẫn tiếp thị dành cho các nhà sản xuất để đảm bảo dẫn chứng khoa học hoặc bằng chứng tại sao một loại thực phẩm sẽ được dán nhãn là cực kỳ tốt cho sức khỏe hoặc được phân loại là siêu thực phẩm. Hội đồng Thông tin Thực phẩm Châu Âu tuyên bố rằng việc những ai ăn kiêng chỉ gồm siêu thực phẩm là không thực tế vì các chất dinh dưỡng thường bắt nguồn từ chế độ ăn dựa trên sự đa dạng của thực phẩm, đặc biệt là chế độ ăn kiêng chỉ có trái cây và rau quả. Theo Cancer Research UK, "thuật ngữ siêu thực phẩm thực sự chỉ là một công cụ tiếp thị, với rất ít cơ sở khoa học cho nó". Mặc dù các siêu thực phẩm thường được quảng bá là phòng ngừa hoặc chữa các bệnh, bao gồm cả ung thư, Cancer Research UK cảnh báo rằng chúng "không thể thay thế cho chế độ ăn uống cân bằng và lành mạnh". Theo Catherine Collins, chuyên gia dinh dưỡng trưởng tại Bệnh viện St George ở London, thuật ngữ này có thể gây hại: "Có rất nhiều suy nghĩ sai lầm về siêu thực phẩm mà tôi không biết nơi nào tốt nhất để bắt đầu tháo gỡ toàn bộ khái niệm." Superfruits là một tập hợp con của siêu thực phẩm được sử dụng lần đầu tiên vào năm 2004. TViệc chỉ định một loại trái cây như một siêu trái cây hoàn toàn phụ thuộc vào nhà sản xuất sản phẩm, vì thuật ngữ này chủ yếu được sử dụng để tạo ra nhu cầu của người tiêu dùng.

## Chỉ trích

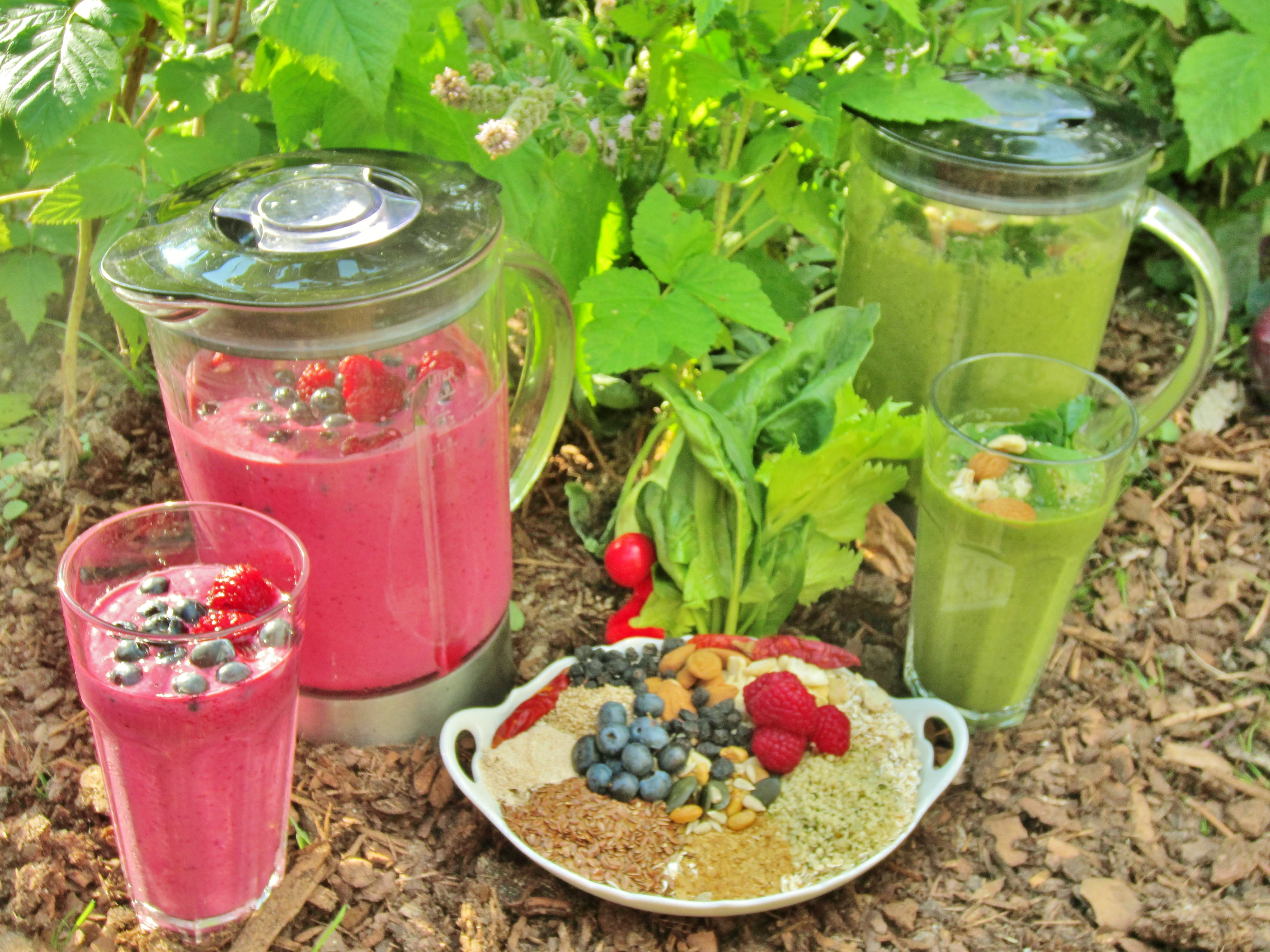
Những loại hạt và quả mọng có tác dụng tốt cho sức khỏe, trong đó, quả việt quất thường được coi là một siêu thực phẩm, thực sự cung cấp mức độ dinh dưỡng vừa phải so với nhiều loại rau và các loại trái cây khác.

Các nhà khoa học cho rằng việc sử dụng cụm từ "siêu thực phẩm" chỉ là một công cụ tiếp thị thực phẩm mà không phải là dựa trên nghiên cứu khoa học, các nhà sản xuất vẫn phụ thuộc rất nhiều vào chiêu trò tiếp thị và các nhà vận động hành lang để định hình nhận thức của công chúng về các sản phẩm của họ để bán chạy hàng. Do cụm từ "siêu thực phẩm" không bắt nguồn từ khoa học nên có thể gây hiểu nhầm cho người tiêu dùng, khiến họ tập trung vào một loại thực phẩm hơn các loại khác. Khi một loại thực phẩm được gắn mác là "siêu thực phẩm" và "lành mạnh" thì mọi người thường sẽ nghĩ họ có thể ăn những thực phẩm đó không giới hạn nhưng sự thực thì phải ăn hợp lý, khoa học và điều độ. Có khuyến nghị việc sử dụng siêu thực phẩm hay thực phẩm nói chung cần có sự khoa học, hợp lý và phải mang tính đa dạng, không lệ thuộc vào một nguồn thực phẩm nhất định và việc sử dụng thực phẩm cũng phải có sự điều độ để tránh lợi bất cập hại, sử dụng thực phẩm phải có sự tương tác, phối kết hợp với nhiều loại thực phẩm khác nhau.